# Stockton, Kansas
Stockton là một thành phố thuộc quận Rooks, tiểu bang Kansas, Hoa Kỳ. Năm 2010, dân số của xã này là 1329 người.

## Dân số
Dân số các năm:
- Năm 2000: 1558 người
- Năm 2010: 1329 người